# 紀元前115年
紀元前115年（きげんぜん115ねん）は、ローマ暦の年である。

## 他の紀年法
- 干支 : 丙寅
- 日本
  - 開化天皇43年
  - 皇紀546年
- 中国
  - 前漢 : 元鼎2年
- 朝鮮
  - 檀紀2219年
- 仏滅紀元 : 430年
- ユダヤ暦 : 3646年 - 3647年

## できごと

### 中東
- パルティアが中国と貿易に関する条約を結んだ。

### アジア
- サバア王国が崩壊した。

## 誕生
- マルクス・リキニウス・クラッスス、共和政ローマ時代の政治家、軍人（+ 紀元前53年）

## 死去
- プブリウス・ムキウス・スカエウォラ
- クィントゥス・カエキリウス・メテッルス・マケドニクス、共和政ローマ時代の政治家、軍人（* 紀元前210年）